# Gdynia Główna
Gdynia Główna – największy dworzec kolejowy w Gdyni, charakteryzujący się największą roczną przepustowością w północnej Polsce i jedną z największych w kraju – w 2022 obsłużył 13,41 mln pasażerów, co umiejscowiło go na szóstym miejscu wśród polskich dworców. Według kategoryzacji PKP Gdynia Główna oznaczona została najwyższą kategorią Premium. Dworzec mieści się w zabytkowym modernistycznym budynku. Obejmuje Dworzec Główny, obsługujący trasy dalekobieżne, i Dworzec Podmiejski; oba znajdują się przy pl. Konstytucji, na styku dzielnic Śródmieście (północny wschód), Działki Leśne (południowy zachód) i Grabówek (północ).

## Ruch pasażerski
| Rok  | Wymiana roczna | Wymiana pasażerska na dobę | miejsce w Polsce |
| ---- | -------------- | -------------------------- | ---------------- |
| 2017 | 11 400 000     | 31 200                     | 9                |
| 2018 | 4 900 000      | 40 700                     | 7                |
| 2019 |                | 30 300                     | 9                |
| 2020 | 6 400 000      | 17 400                     | 10               |
| 2021 | 8 400 000      | 22 900                     | 7                |
| 2022 | 13 400 000     | 36 700                     | 6                |

## Historia

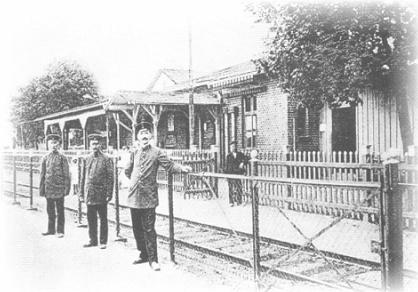
Pierwszy dworzec w centrum Gdyni, ok. 1900

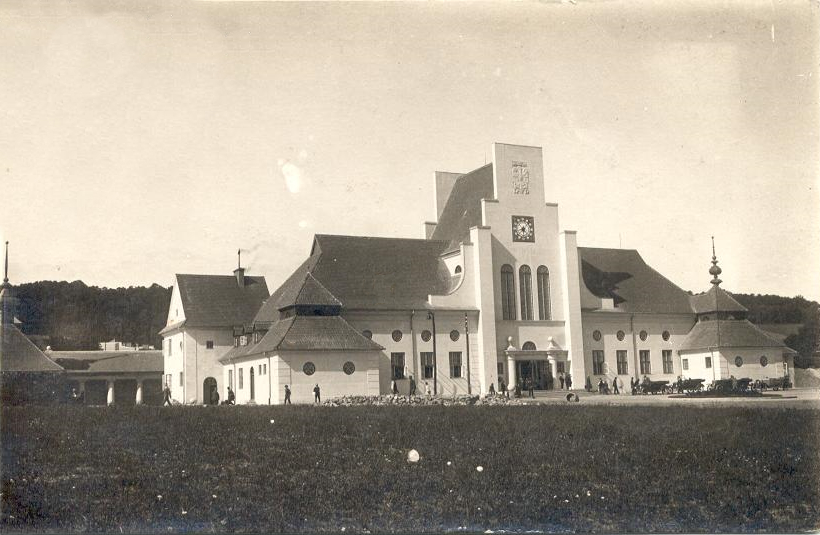
Dworzec z 1926

Pierwszy dworzec kolejowy w Gdyni otwarto 1 stycznia 1894. Początkowo był to przystanek kolejowy z niewielką drewnianą poczekalnią, kilkoma lampami i tablicą z nazwą miejscowości. Dopiero po prawie 10 latach dokonano rozbudowy przystanku, powstał ceglany budynek z kasami, następnie poczekalnia z prawdziwego zdarzenia, a Gdynia zyskała miano stacji IV klasy.
Po włączeniu w 1920 Gdyni do Polski i podjęciu decyzji o budowie miasta i portu, nastąpiło znaczne zwiększenie się ruchu pasażerskiego. W związku z tym w latach 1923–1926 powstał nowy, murowany i okazały gmach według projektu Romualda Millera, zbudowany w stylu narodowo-dworkowym. Był uznany za ukoronowanie i ostatni wielki przejaw stylu dworkowego w polskiej architekturze kolejowej, a przejawiał już cechy nowego prądu modernizmu. Dworzec ten otwarto 15 lipca 1926. W jego wnętrzach umieszczono kasy, poczekalnię, toalety, przechowalnię bagażu, restaurację, księgarnię, punkt wymiany walut oraz zakład fryzjerski. Obok wybudowano tzw. dworzec letni, do którego prowadziło przejście podobne do tego, które łączy współcześnie dworce PKP i SKM, z czasem przystosowany do całorocznej obsługi podróżnych.

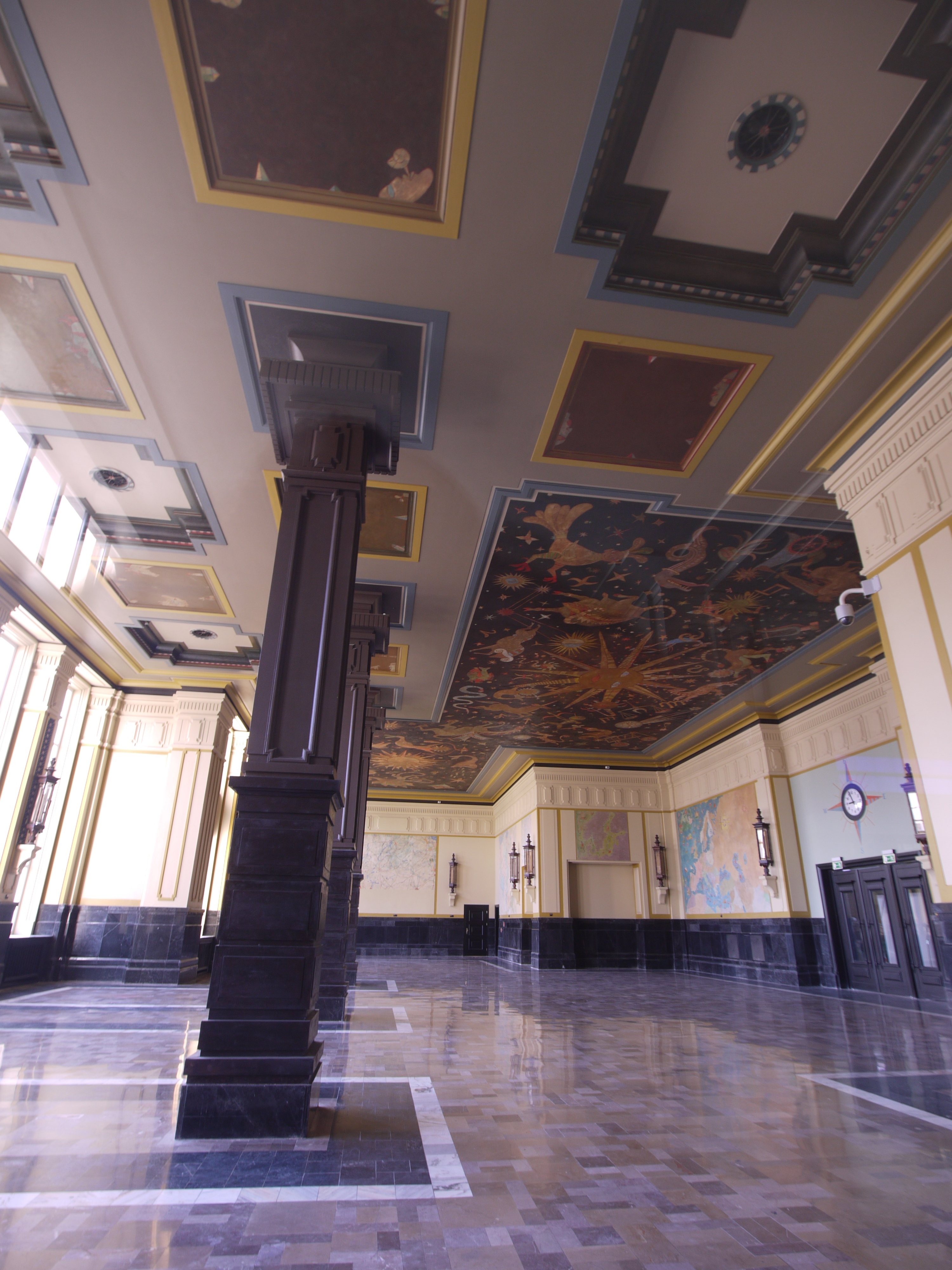
Polichromia przedstawiająca ciała niebieskie i znaki zodiaku w sali restauracyjnej

Obiekt w 1938 r. został zmodernizowany i rozbudowany. W czasie II wojny światowej w toku walk o miasto w 1945 r. uległ spaleniu. Rok później prowizorycznie odbudowany, w latach 1950–1959 ustąpił miejsca nowemu dworcowi według projektu prof. Wacława Tomaszewskiego, autora projektu Domu Bawełny i gmachu Akademii Morskiej w Gdyni. Dworcowe budynki stanowią niespotykane połączenie architektury socrealizmu z przedwojennym modernizmem. W dworcowej poczekalni i hali głównej zachowały się mozaiki z 1957 roku, przedstawiające morski krajobraz, niebo z Pegazem na kole PKP oraz stocznię; w sali restauracyjnej – malowidła sufitowe przedstawiające symbole konstelacji i znaki zodiaku, oraz ścienne przedstawiające mapy świata, Europy, Polski i okolic Gdańska, odsłonięte podczas prac konserwatorskich w latach 2010–2012. Ich autorami byli artyści z gdańskiej PWSSP pod kierunkiem prof. Juliusza Studnickiego.
W sierpniu 2008 budynek dworca został wpisany do rejestru zabytków. W tymże też roku rozpoczęto modernizację stacji, która obejmowała m.in. przebudowę hali Dworca Głównego, zadaszenie peronów i zmiany w systemie sterowania ruchem kolejowym. W trakcie prac, w 2011 odkryta została murowana ściana dworca z 1926, o długości ok. 5 metrów. Została ona zachowana i wkomponowana w odnowione wnętrza.
6 czerwca 2012 oficjalnie otwarto zmodernizowany budynek dworca. Inwestycja kosztowała 40,7 mln złotych, a sfinansowana została częściowo z unijnych funduszy.
W 2020, w trzecim od 2018 przetargu wyłoniono projektanta i wykonawcę remontu wykorzystywanego przez SKM Dworca Podmiejskiego. Będzie nim konsorcjum firm T4B i MAXTO Technology, którego oferta (62,361 mln zł) o niemal 3 miliony złotych przekraczała założony przez PKP SKM budżet (59,409 mln zł). Prace budowlane rozpoczną się jesienią 2021 i mają zostać zakończone do marca 2023. W wyremontowanym gmachu powstanie centrum zarządzania monitoringiem oraz systemem informacji pasażerskiej. Umowę na realizację inwestycji podpisano 11 lutego 2021.

## Stacja

### Perony

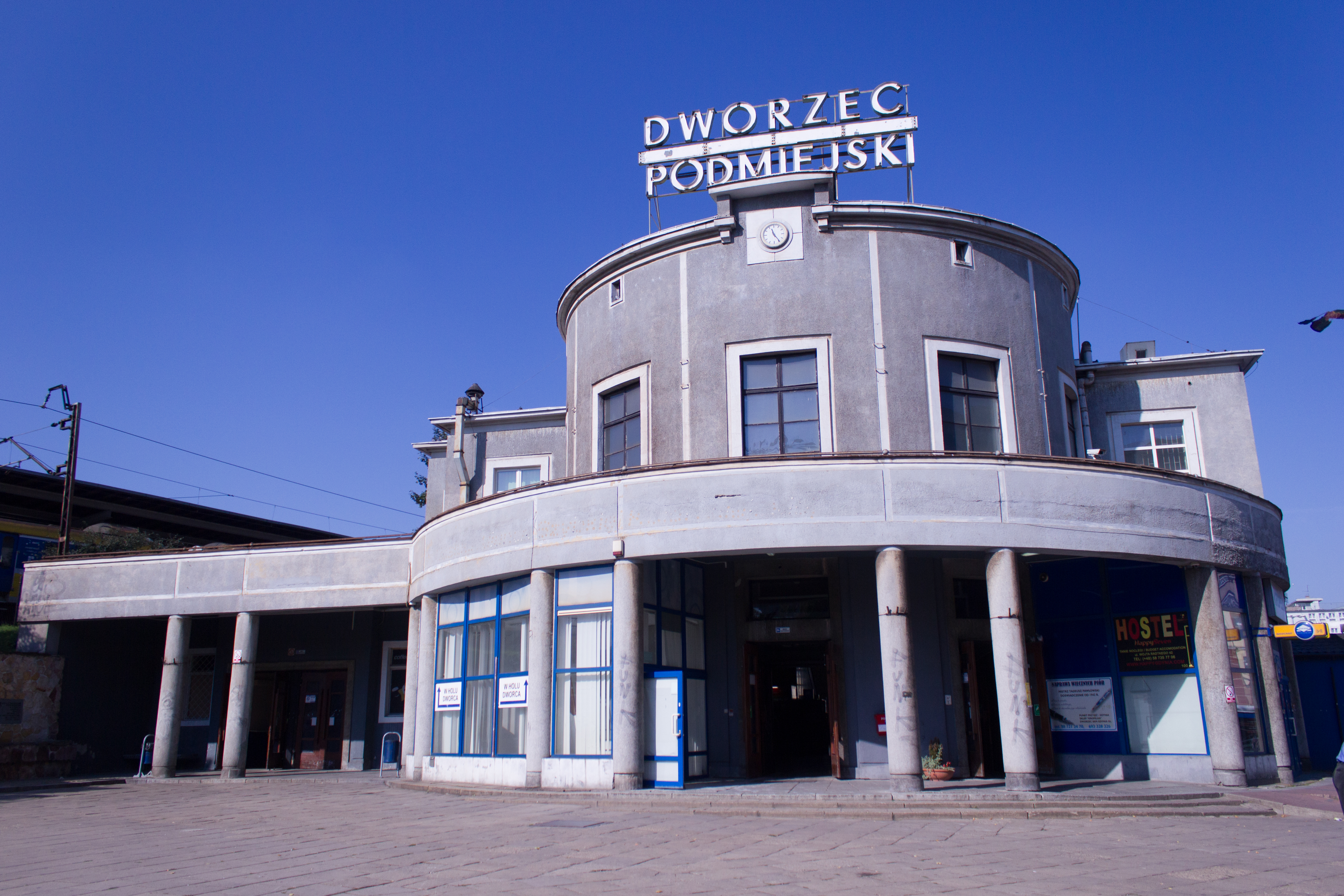
Budynek dworca podmiejskiego

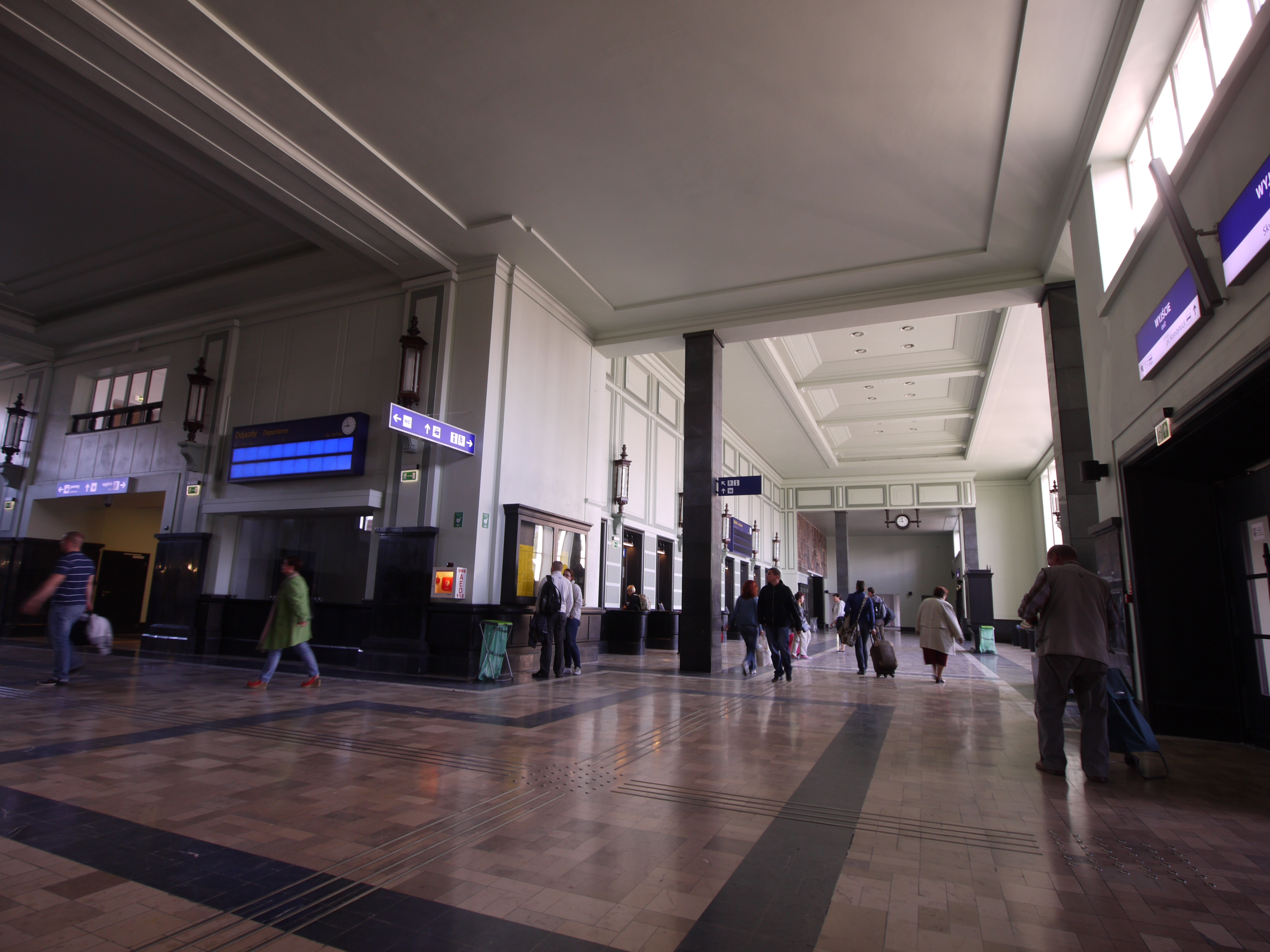
Hala dworca w stronę kas

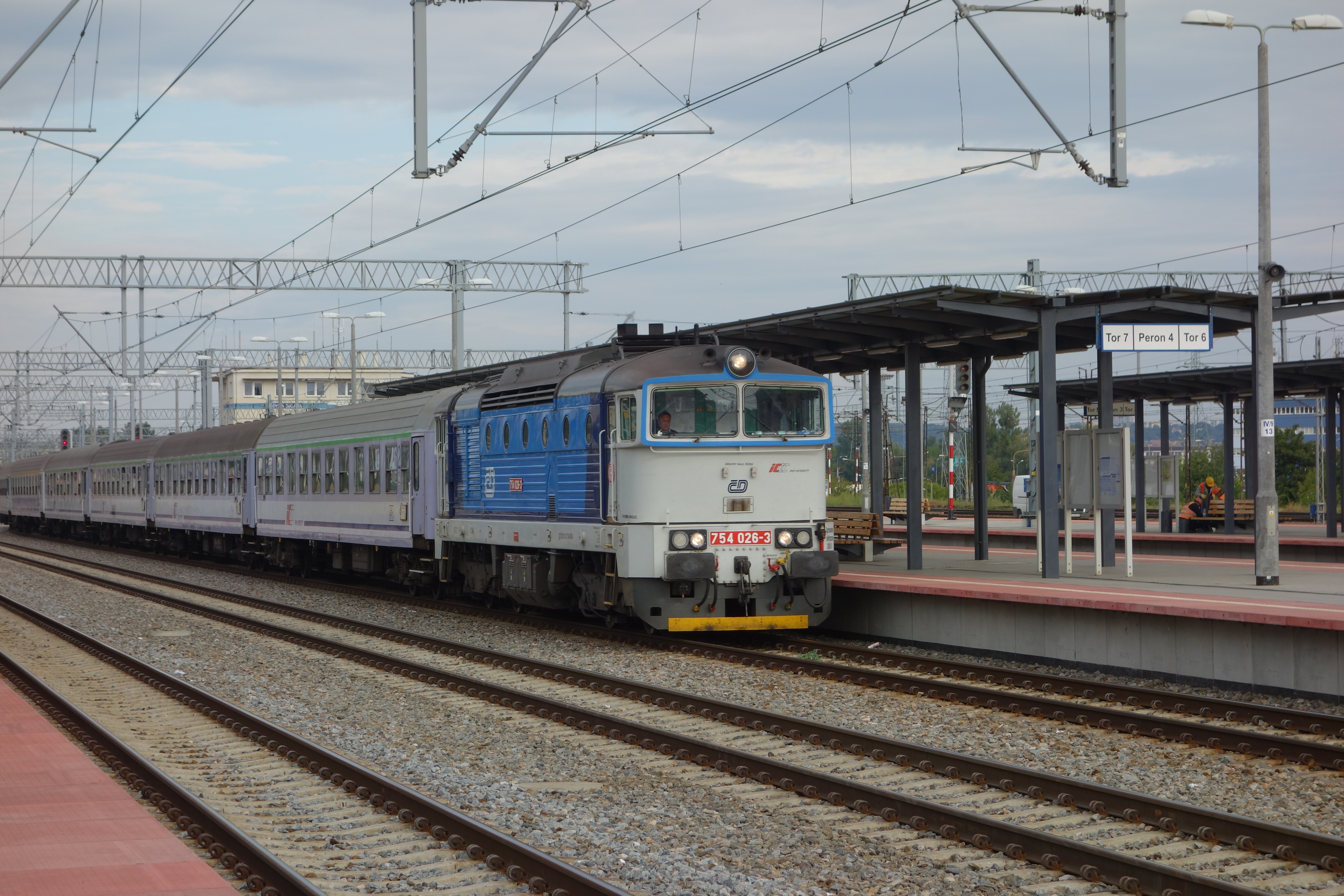
Perony

Kompleks dworcowy składa się z budynku Dworca Głównego (przy pl. Konstytucji) oraz połączonego z nim krytym przejściem Dworca Podmiejskiego (położonego od strony ul. 10 Lutego). Przy Dworcu Głównym znajdują się stanowiska odjazdowe dworca autobusowego PKS, a także pętla trolejbusowa i autobusowa.
Hala Dworca Głównego ma dwa główne wejścia, pomiędzy którymi mieści się przestrzeń z kasami biletowymi oraz punktami gastronomicznymi i handlowymi. Na wprost wejścia wschodniego położone jest przejście podziemne na wszystkie perony. Przy wejściu tym mieści się także większość punktów gastronomicznych. Drugie przejście podziemne łączy Dworzec Podmiejski z peronem 1.
Na stacji funkcjonują semafory świetlne, nastawnia dysponująca GO znajduje się w pobliżu północnego końca peronów i podobnie jak dworzec, jest to największy obiekt tego typu w Trójmieście.
Stacja Gdynia Główna ma 5 peronów połączonych przejściami podziemnymi. Peron 1 jest w pełni zadaszony, natomiast pozostałe perony mają zadaszenie rozczłonkowane na trzy części: zejścia do przejścia podziemnego oraz dwie, przeszklone, ok. 50-metrowe wiaty peronowe. Perony położone są między budynkiem dworca przy pl. Konstytucji a ul. Morską, przy czym numerowane są od strony budynku.
- Peron 1 (wysoki) obsługuje ruch pociągów SKM, przy czym po torze od strony dworca przebiegają pociągi w kierunku Wejherowa, zaś po torze od strony ulicy Morskiej – pociągi w kierunku Gdańska.
- Perony 2 i 3 (po zakończeniu modernizacji wysokie) zazwyczaj obsługują pociągi dalekobieżne przyjeżdżające od strony Gdańska.
- Perony 4 i 5 (wysokie) zazwyczaj obsługują pociągi dalekobieżne przyjeżdżające od strony Wejherowa.

### Ruch pociągów
Na stacji tej rozpoczyna i kończy bieg większość pociągów dalekobieżnych z głębi kraju w kierunku Trójmiasta, a także do miejscowości wypoczynkowych. Stacja Gdynia Główna jest ponadto początkową dla regionalnych pociągów Regio do Helu i do Kościerzyny. Ze stacji tej można dostać się do portu lotniczego w Gdańsku.
Oprócz linii dalekobieżnej, przez Gdynię Główną przebiegają także trasa trójmiejskiej SKM – dla pociągów podmiejskich Gdynia Główna jest zazwyczaj stacją przelotową. Pociągi od strony Gdańska w godzinach szczytu kończą bieg  na stacjach Gdynia Chylonia albo Gdynia Cisowa, lub też jadą dalej w stronę Rumi, która jest ostatnią stacją linii 250. Następnie pociągi korzystają z linii PLK nr 202 i ze zmniejszoną częstotliwością kursują do Wejherowa i Lęborka.

### Połączenia
Z Gdyni Głównej pociągiem można dojechać praktycznie do każdej części kraju:

## W kulturze
- Gdynia Główna Osobowa została wykorzystana przy kręceniu odcinka 4. Stawka większa niż życie. Posłużyła za dworzec Istanbul Sirkeci. Konkretnie wyjście w stronę dworca podmiejskiego i wyjście w stronę Placu Konstytucji.
- W filmie Czarny czwartek tunel pod Gdynią Główną pomógł manifestantom z ciałem Janka Wiśniewskiego ominąć wojskową blokadę do Śródmieścia[20].

## Dodatkowe informacje

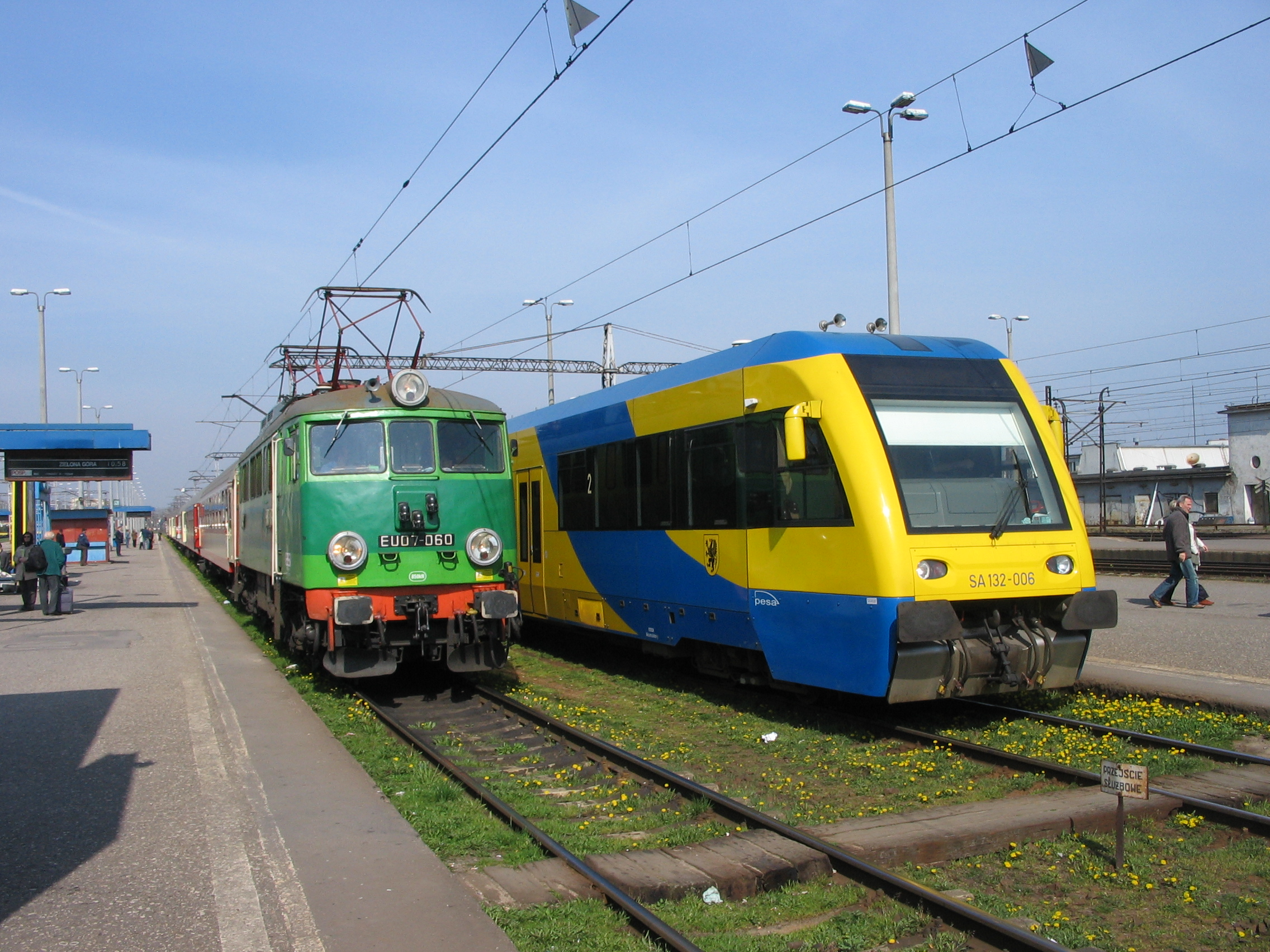
EU07-060 z pociągiem pośpiesznym do Zielonej Góry i SA132-006 na stacji Gdynia Główna. Widoczne perony zmodernizowano

- Przed modernizacją w 2011 roku pomiędzy peronem 4 i 5 z niewiadomych względów znajdował się tylko jeden tor, do którego przylegały krawędzie obu peronów. Do pociągu stojącego na tym torze praktycznie można było wsiąść z obu stron, choć zapowiadany był jako przyjeżdżający na peron 4. Obecnie pomiędzy peronami 4 i 5 są 3 tory, a środkowy (dla pociągów towarowych) nie przylega do krawędzi peronów.
- Do 2007 nazwa stacji brzmiała – Gdynia Główna Osobowa[21]. Obecnie wszystkie oznaczenia zmieniono na "Gdynia Główna". Zdemontowano m.in. duży napis "Osobowa" z budynku dworca.
- W podziemiach dworca znajdują się dwa schrony przeciwlotnicze, które w razie zagrożenia mogą służyć do ukrycia ludności.
- Znajdujący się przy dworcu ośmiokondygnacyjny biurowiec to funkcjonujący do 2005 Urząd Przewozu Poczty z 1965, w 2021 wystawiony na sprzedaż. W skład kompleksu wchodziły również magazyn Wymiany Zagranicznej, urząd celny oraz hala wagonowa dla kolejowych ambulansów pocztowych[22][23].